# Edward Simon

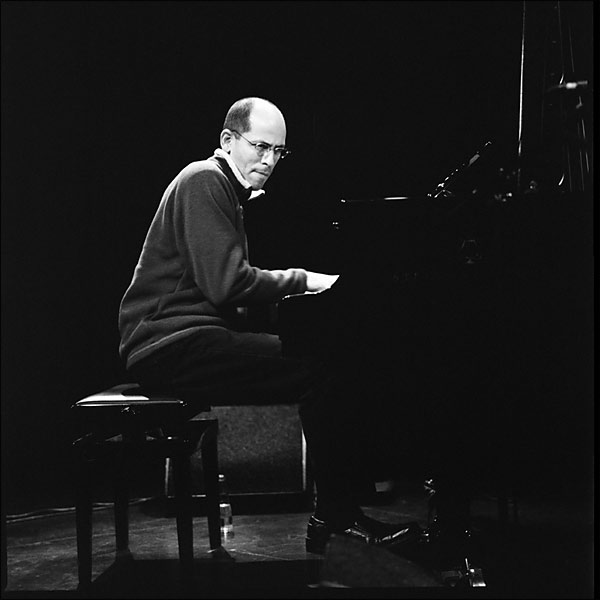
Edward Simon

Edward Simon (* 1969 in Punta Cardón) ist ein venezolanischer Jazz-Pianist und Komponist.
Simon stammt aus einer musikalischen Familie, auch seine Brüder Marlon und Michael Simon sind als professionelle Musiker bekannt. Sein Vater erkannte sein Talent und schickte ihn im Alter von fünfzehn Jahren in die USA, wo er an der University of the Arts in Philadelphia klassisches Klavier bei Susan Starr und nach 1989 an der Manhattan School of Music Jazz bei Harold Danko studierte. Als Student trat er mit Kevin Eubanks und Greg Osby auf.
In New York arbeitete er mit Musikern wie Herbie Mann, Paquito D’Rivera, Bobby Hutcherson, Jerry Gonzalez, Arturo Sandoval, Many Oquendo und Don Byron. Er war von 1989 bis 1994 Mitglied von Bobby Watsons  Band Horizon, danach bis 2002 der Terence Blanchard Group. 1994 nahm er mit seinem Trio das erste Album als Bandleader auf. Im gleichen Jahr war er Finalist der Thelonious Monk International Jazz Piano Competition. Im Folgejahr komponierte er die Rumba Neurotica für das Relache Ensemble. Im Auftrag der Chamber Music America entstand seine Venezuelan Suite.
Simon nahm als Sideman mit u. a. Terence Blanchard, John Patitucci, Bobby Watson und Herbie Mann auf und war an mehreren Grammy-nominierten Alben beteiligt. Neben seinem Trio leitet er das Sexteto Venezuela, das Quartett Afinidad (mit David Binney) und die Gruppe Simon, Simon & Simon mit seinen beiden Brüdern; ferner ist er Mitglied im SFJazz Collective (New Works Reflecting the Moment, 2022). Er unterrichtet an der The New School for Jazz & Contemporary Music in New York.

## Diskographie
- Beauty Within mit Horacio Hernández, Anthony Jackson, Diego Urcola, 1995
- Edward Simon mit Larry Grenadier, Adam Cruz, Mark Turner, Milton Cardona, 1995
- La Bikina mit Adam Cruz, Ben Street, Mark Turner, David Binney, Pernell Saturnino, Diego Urcola, Milton Cardona, 1998
- Afinidad mit David Binney, Scott Colley, Brian Blade, Adam Cruz, Lucia Pulido, Adam Rogers, 2001
- The Process mit John Patitucci, Eric Harland, 2002
- Fiestas de Agosto mit David Binney, Donny McCaslin, 2003
- Simplicitas mit Avishai Cohen, Adam Cruz, Luciana Souza, Adam Rogers, Pernell Saturnino, 2005
- Unicity mit John Patitucci, Brian Blade, 2005
- Océanos mit David Binney, Scott Colley, Brian Blade, Luciana Souza, Adam Rogers, Shane Endsley, Jesse Newman, Alan Ferber, Pernell Saturnino, 2007
- Live in New York at Jazz Standard, 2014
- The Latin American Songbook (Sunnyside, 2016)